# Аудиофил
Аудиофил (лат. audio «слышу», др.-греч. φιλ — любить) — человек с высокими требованиями к качеству воспроизведения звука (термин часто путают с меломаном, но последний правильней использовать для любителей музыки вообще). 
Аудиофилы предпочитают точнейшие аудиорепродукции, предъявляя максимальные требования как к аппаратуре (подобная техника производится мелкосерийно или единично, часто самими аудиофилами), так и к месту (помещению) для прослушивания, его звуковым качествам.

## Предпочитаемая техника
Аудиофилы часто предпочитают технику, несущую (исключительно) аналоговый сигнал, однако, в последнее время как отдельные тракты, так и носители замещаются цифровыми (дискретными); происходит это благодаря высоким («приемлемым») показателям дискретности информации (частота дискретизации, динамический диапазон), как на носителях (например DSD в SACD, DTS-HD Master Audio в Blu-ray; HDD, SSD), так и в трактах (ЦАП, цифровой сигнальный процессор).
Не следует, однако, путать технику высокой верности (Hi-Fi) и Hi-End audio: назначение и идеологическая направленность данных категорий различны и не всегда очевидным образом следуют одно из другого. При этом оба вида техники успешно применяются любителями звука.
Так, изделия категории Hi-Fi производятся в соответствии с современными научными достижениями и имеют контролируемые электроакустические параметры, по которым и производится сравнение, а в СССР также и являлось обоснованием для закрепления за аппаратурой определённого класса (начиная от нулевого как самого высокого). Данная аппаратура даёт практически одинаковый звук с малыми искажениями. Но для Hi-Fi, как для массовой техники, в противоположность Hi-End, как единичной, всё же приоритетнее экономическая целесообразность, и цена Hi-End изделия не имеет такого же решающего значения. Поэтому обычно Hi-End аппаратуру покупают либо аудиофилы, либо состоятельные меломаны.
При этом почти каждый аудиокомплекс (т.н. «система», или сетап) уникален, ведь компоненты его (зачастую не производимые серийно) подбираются по принципу синергии, при этом соответственно оформляется и КдП, где он установлен (в совокупности всё это называется «инсталляция»). 
Такую аппаратуру сравнивают не столько по электрическим параметрам, а по субъективным впечатлениям (подразумевая, согласно мнениям некоторых аудиофилов, что некоторые характеристики звука являются неизмеримыми (к примеру, определённое сочетание электрических параметров, не являющееся стандартизированным, может давать уникальный для аппарата звук)).
Также, в этой области и дизайн, с соответствующей отделкой, имеет весьма важную роль, что также определяет высокую стоимость аппаратуры Hi-End.

## Организация
Для удовлетворения нужд аудиофилов проводится множество выставок (ежегодных, обычно весной и осенью) и издаются специализированные журналы.
Журналы
- АудиоМагазин (первое отечественное издание по аудиотехнике, с 1995)[5][6]
- Stereo&Video[7]

- en:Audio (magazine)
- en:Fi: The Magazine of Music and Sound
- Hi-Fi & Music (*en:Hi-Fi Choice)
- en:Hi-Fi News
- en:Hi-Fi World
- en:High Fidelity (magazine)
- en:Stereophile
- en:Sound and Vision
- en:The Absolute Sound
- en:What Hi-Fi?

## Критика
Часто аудиофилы тратят очень большие средства на покупку (изготовление) звуковоспроизводящей аппаратуры, при этом качество этой аппаратуры обычно определяется не только её параметрами или применяемыми схемотехническими решениями, но и субъективными качествами, которые порой как необъяснимы и непонятны до конца, так и определяемы лишь «на слух» и на собственное удовлетворение от прослушивания и ощущения системы в целом (от того, из чего она сделана и насколько она известна аудиофилам).  
 
Получил расхожее хождение случай, когда один из критиков аудиофилии, Джеймс Ранди, через организацию «Миллиондолларового Паранормального Испытания» обещал предоставить приз в $1 млн тому, кто докажет превосходство колоночных ("акустических") кабелей Pear Cables стоимостью 7250 долл. над обычными, фирмы Monster cables; 
однако в 2008 известный аудиообозреватель Майкл Фремер ("Stereophile") попытался получить приз, но заявил, что Джеймс Ранди отказал ему в испытании, на что Ранди заявил: производитель Pear Cables самоисключился.

## В культуре
- х/ф Прокол (США, 1981)